# Tweedimensionaal

Een vierkant heeft twee dimensies: lengte en breedte

Tweedimensionaal, 2D of planair is een meetkundige omgeving die beschreven wordt met twee parameters: de dimensies lengte en breedte. Voorbeelden van tweedimensionale dingen zijn in de meetkunde een vierkant, een cirkel of een afbeelding, zoals een foto. Een tweedimensionaal lichaam kan als een lichaam worden beschouwd waarvan één afmeting te verwaarlozen is ten opzichte van de andere. Het euclidische vlak is de tweedimensionale euclidische ruimte. De tweedimensionale reële coördinatenruimte {\displaystyle \mathbb {R} ^{2}} bestaat uit alle 2-tupels van reële getallen en is een tweedimensionale vectorruimte over {\displaystyle \mathbb {R} }.
Hoewel het beeld op een foto tweedimensionaal is, kan het wel diepte suggereren en driedimensionaal lijken. Als voorwerp heeft de afdruk van een foto op papier ook een dikte, zodat die driedimensionaal is.
Tweedimensionaal zou als synoniem van vlak of plat kunnen worden beschouwd. Toch is er een verschil. Zo kan bijvoorbeeld een lichtelijk geaccidenteerd, ongelijk terrein als vlak worden gezien, het vlakke land. Projecties van ruimtelijke voorwerpen op een plat vlak zijn tweedimensionaal. De oppervlakte van een vlakke meetkundige figuur of algemener van een tweedimensionaal meetkundig object is de afmeting ervan.

Overzicht van de dimensies in de meetkunde